# ビョーン・イエロッテ
ビョーン・イングヴァル・イエロッテ (スウェーデン語: Björn Ingvar Gelotte、1975年8月27日 - )は、スウェーデンのヘヴィメタルミュージシャン（ギタリスト、ドラマー）、作曲家。メロディックデスメタルバンド、イン・フレイムスのギタリストとして著名。
2004年にギターワールド誌の『GUITAR WORLD's 100 Greatest Heavy Metal Guitarists Of All Time』では、イン・フレイムスで同僚のイェスパー・ストロムブラードと共に、70位に選出された。これは、メロディックデスメタル系のギタリストとしては最上位である。
また、ギター以外にもドラムスも演奏し、イン・フレイムス加入時はドラマーとして活動していた。

## 略歴・人物

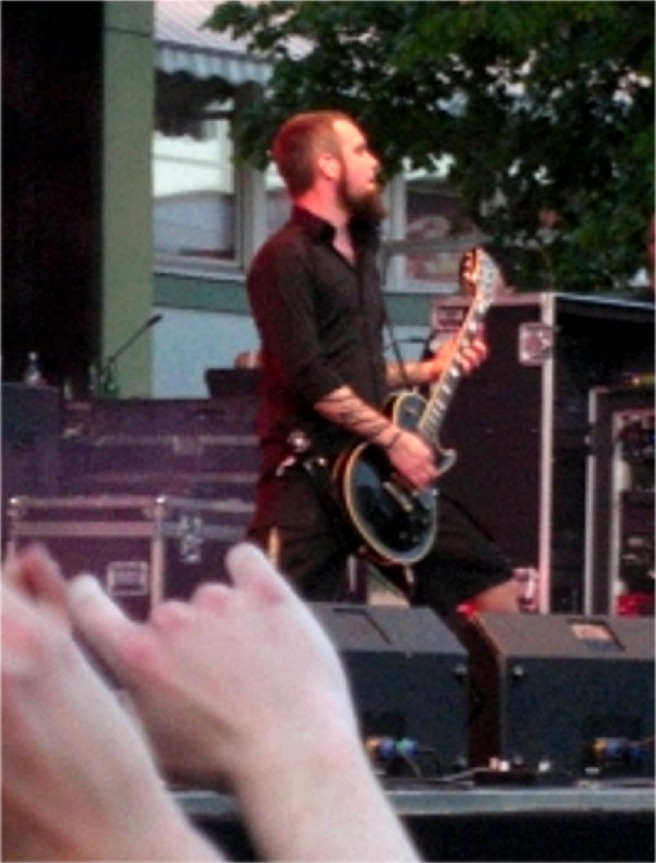
2008年のイエロッテ

1990年代前半にフレッシュ・オヴ・サイツ (Flesh of Sights)というバンドでドラマーとして活動していた。なお、フレッシュ・オヴ・サイツには、後にドリーム・イーヴルでドラマーとして活動するパット・パワー（パトリック・ヤークステン）がギタリストとして在籍していた。1995年にイン・フレイムスにドラマーとして加入。2ndアルバムの『The Jester Race』からドラムスを担当する。1998年に、ギタリストのニクラス・エンゲリンが脱退すると、ギターに転向する。元々、ギターが本職であったという。この転向でイン・フレイムスにはダニエル・スヴェンソンがドラマーとして加入している。以降、イン・フレイムスのギタリストとして知名度を上げていく。イン・フレイムスでは、2ndアルバムから作曲に参加するようになり、ギタリスト転向後の4thアルバムからはほぼすべての楽曲の作曲にイェスパー・ストロムブラードが脱退するまで共に携わっていた。イェスパー脱退後は、ビョーンとアンダースで作曲を行っている。
また、サイドプロジェクトとしてオール・エンズにもイェスパーと共に携わっていた。元々はギタリストとして在籍していたが、イン・フレイムスでの活動が忙しくなり、現在は作曲のみの参加となっている。また、同プロジェクトには実妹であるエマ・イエロッテ (Emma Gelotte)もボーカリストとして参加していた。
2010年には、オーストラリアのエレクトロニック・ミュージックバンド、ペンデュラムの楽曲『Self Versus Self』にイン・フレイムスの同僚、アンダース・フリーデン、ピーター・イワースと共に参加し、ビョーンはギターと作曲（Rob Swireとアンダース・フリーデンとの共作）を行った。
ミュージシャンとしての活動以外にも、レコーディング・エンジニアとしても活動しており、ストックホルム出身のメロディックデスメタルバンド、デグレイデッドの1stアルバム『Til Death Do Us Apart』では、ミキシングを担当した。
前述のエマ以外に実弟にジョン・イエロッテ (John Gelotte)がいる。ジョンは、ソース (Source)というメロディックデスメタルバンドでドラマーとして活動しており、1stアルバム『Left Alone』は輸入盤に帯・ライナーノーツを付けた形式で、日本盤もリリースされている。
また、ビョーンは、Star Trek: TOSとアメリカ合衆国のロックバンド、CKYの熱烈なファンとしても知られている。

## 使用機材
ギター
- Gibson Les Paul custom
- ESP Eclipse

アンプ
- Peavey 5150
- EVH 5150 III
- Mesa Boogie Dual Rectifier
- Marshall JVM 210h

FX
- Line 6 Pod XT

misc
- Dunlop strings Custom wound .12, .16, .22, .38, .52, .68 gauge strings  (With a coating over them because he's allergic to nickel)
- Dunlop .88 MM Tortex picks

## ディスコグラフィ

### イン・フレイムス
アルバム
- 1995年　The Jester Race
- 1997年　Whoracle
- 1999年　Colony
- 2000年　Clayman
- 2002年　Reroute To Remain
- 2004年　Soundtrack To Your Escape
- 2006年　Come Clarity
- 2008年　A Sense Of Purpose
- 2011年　Sounds of a Playground Fading

シングル・ミニアルバム
- 1997年　Black-Ash Inheritance
- 2002年　Cloud Connected
- 2003年　Trigger
- 2004年　The Quiet Place

ライブ
- 2001年　The Tokyo Showdown （日本でのライブ）

ビデオ
- 2005年　Used & Abused - In Live We Trust （ライブ）

### 参加作品
- ペンデュラム - Self Versus Self (Immersion収録)